# Colombia
Colombia (IPA: [koˈlombja] ⓘ), tên chính thức là Cộng hòa Colombia (tiếng Tây Ban Nha: República de Colombia; IPA: [re'puβ̞lika ð̞e ko'lombja] ⓘ) là một quốc gia tại Nam Mỹ. Colombia giáp Venezuela và Brasil về phía đông; giáp Ecuador và Peru về phía nam; giáp Đại Tây Dương phía bắc, qua Biển Caribe; và phía tây giáp Panama và Thái Bình Dương. Colombia là một nước lớn và đa dạng, lớn thứ 4 Nam Mỹ (sau Brasil, Argentina và Peru), với diện tích hơn gấp bảy lần New England; gấp đôi Pháp; chỉ nhỏ hơn một chút so với Arizona, California, Oregon và Washington cộng lại. với dân số 50 triệu người. Di sản văn hóa phong phú của Colombia phản ánh ảnh hưởng của các nền văn minh Amerindian khác nhau, định cư Châu Âu, nô lệ Châu Phi và nhập cư từ Châu Âu, Trung Đông và Đông Á. Tiếng Tây Ban Nha là ngôn ngữ chính thức của quốc gia, bên cạnh đó có hơn 70 ngôn ngữ được sử dụng.
Colombia đã có nhiều người dân bản địa sinh sống từ ít nhất 12.000 BCE, bao gồm Muisca, Quimbaya và Tairona. Người Tây Ban Nha đã hạ cánh đầu tiên tại La Guajira vào năm 1499 và vào giữa thế kỷ 16 thuộc địa của khu vực, thành lập Vương quốc mới của Granada, với Santafé de Bogotá là thủ đô của nó. Độc lập khỏi Đế quốc Tây Ban Nha đã đạt được vào năm 1819, với những gì ngày nay Colombia đang nổi lên là các tỉnh bang New Granada. Quốc gia mới đã thử nghiệm chủ nghĩa liên bang với tư cách là Liên minh Granadine (1858), và sau đó là Hoa Kỳ Colombia (1863), trước khi Cộng hòa Colombia cuối cùng được tuyên bố vào năm 1886. Panama tách ra vào năm 1903, dẫn đến biên giới hiện tại của Colombia. Bắt đầu từ những năm 1960, đất nước này đã phải chịu một cuộc xung đột vũ trang và bạo lực chính trị cường độ thấp không đối xứng, cả hai đều leo thang vào những năm 1990. Từ năm 2005, đã có sự cải thiện đáng kể về an ninh, ổn định và pháp trị, cũng như sự tăng trưởng và phát triển kinh tế chưa từng có.
Colombia là một trong mười bảy quốc gia đa dạng nhất thế giới và có mức độ đa dạng sinh học cao thứ hai trên thế giới. Lãnh thổ của nó bao gồm rừng nhiệt đới Amazon, vùng cao, đồng cỏ và sa mạc, và đây là quốc gia duy nhất ở Nam Mỹ có bờ biển và đảo dọc theo cả đại dương Đại Tây Dương và Thái Bình Dương. Colombia là thành viên của các tổ chức toàn cầu và khu vực lớn bao gồm Liên hợp quốc, WTO, OECD, OAS, Liên minh Thái Bình Dương, Cộng đồng Andean và Đối tác toàn cầu của NATO. Nền kinh tế đa dạng của nó là lớn thứ ba ở Nam Mỹ, với sự ổn định kinh tế vĩ mô và triển vọng tăng trưởng dài hạn thuận lợi.

## Nguồn gốc tên gọi

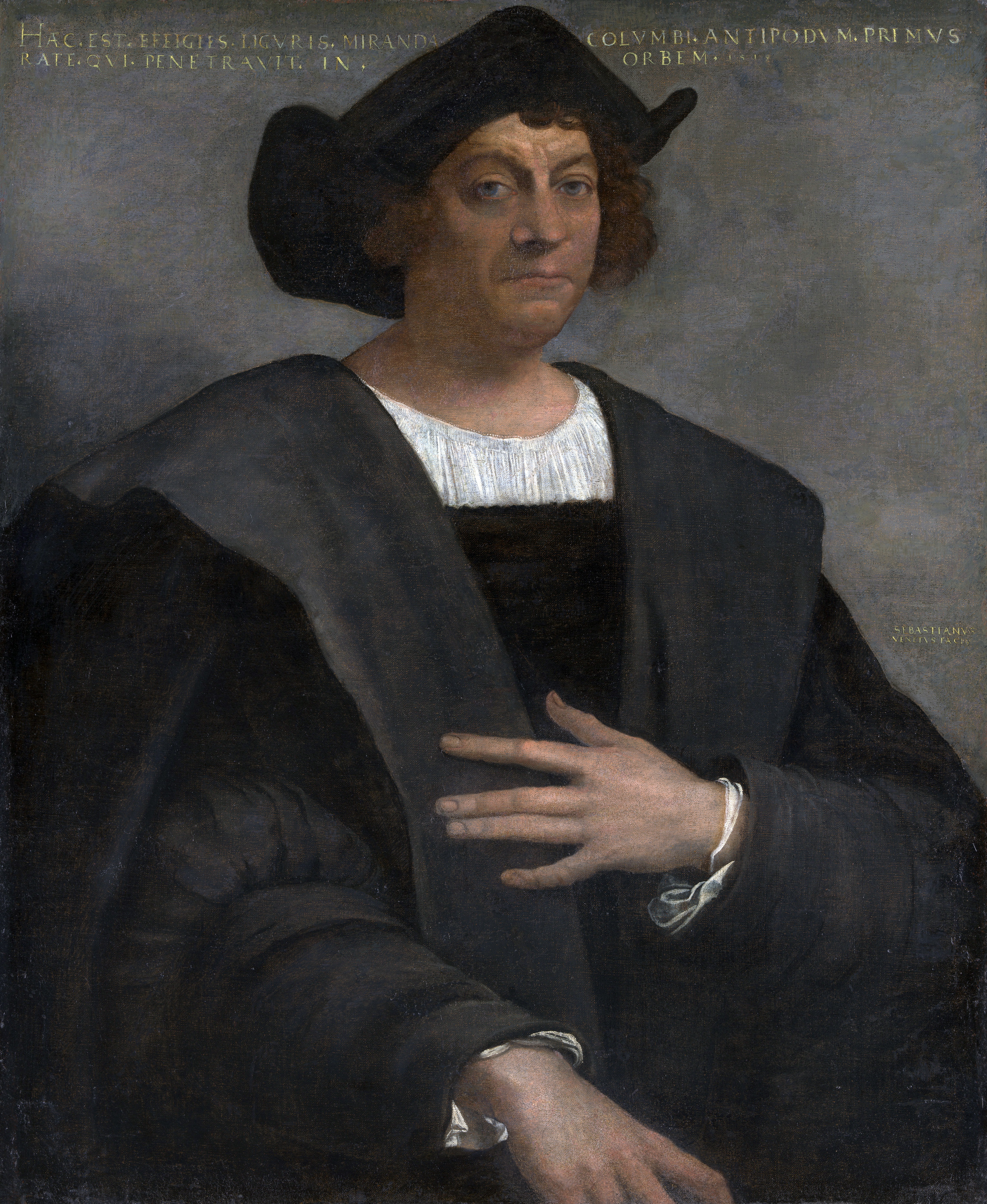
Colombia hay còn có nghĩa là «vùng đất của Cristoforo Colombo», tên gọi dùng để vinh danh nhà thám hiểm này.

### Tiền Colombo

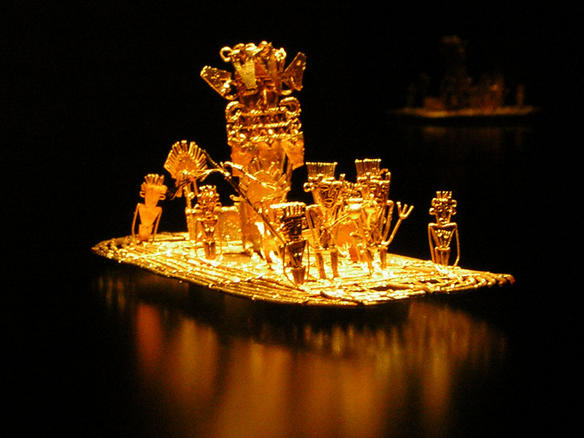
Zipa thường phủ người mình bằng vàng và vì có nhiều vợ, ông đã hiến kho báu của mình cho nữ thần Guatavita ở giữa hồ thiêng. Câu chuyện truyền miệng Muisca cổ này đã trở thành nguồn gốc của truyền thuyết El Dorado.

### Độc lập

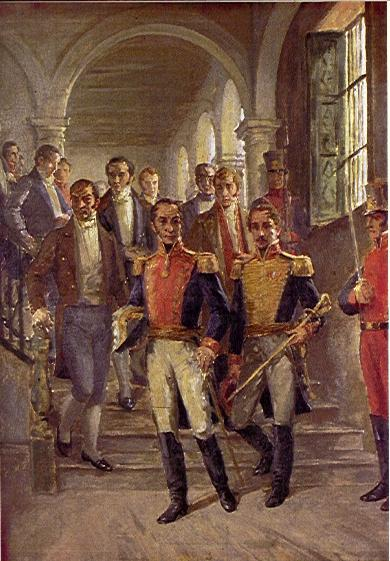
Francisco de Paula Santander, Simón Bolivar và những anh hùng khác mang lại nền độc lập cho Colombia tại Hội nghị Cúcuta

## Địa lý

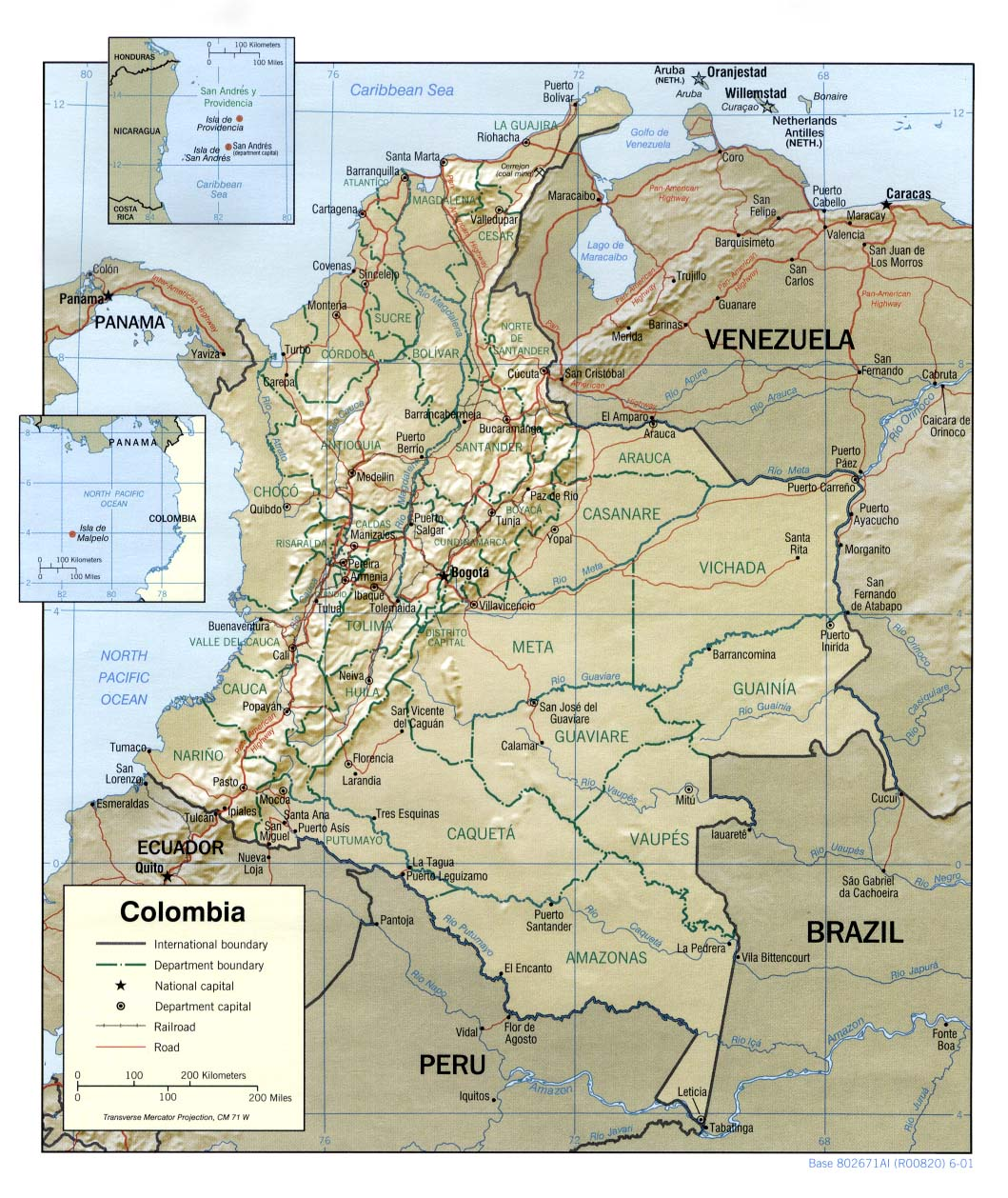
Bản đồ địa lý Colombia

### Nhánh lập pháp

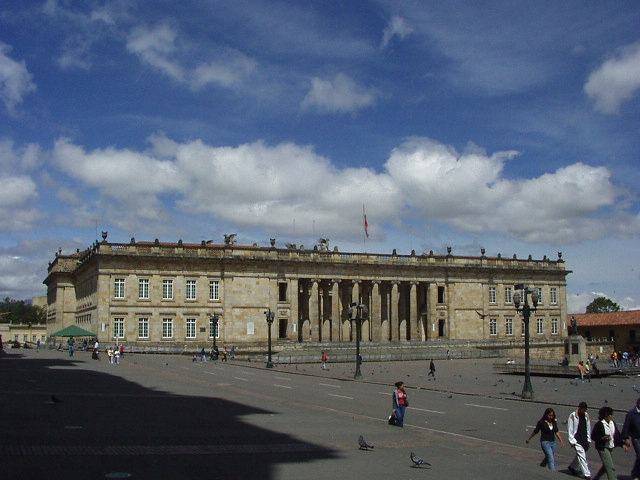
Capitolio Nacional, trụ sở của Quốc hội Colombia ở Bogotá.

## Phân cấp hành chính

Các khu Colombia

### Các thành phố

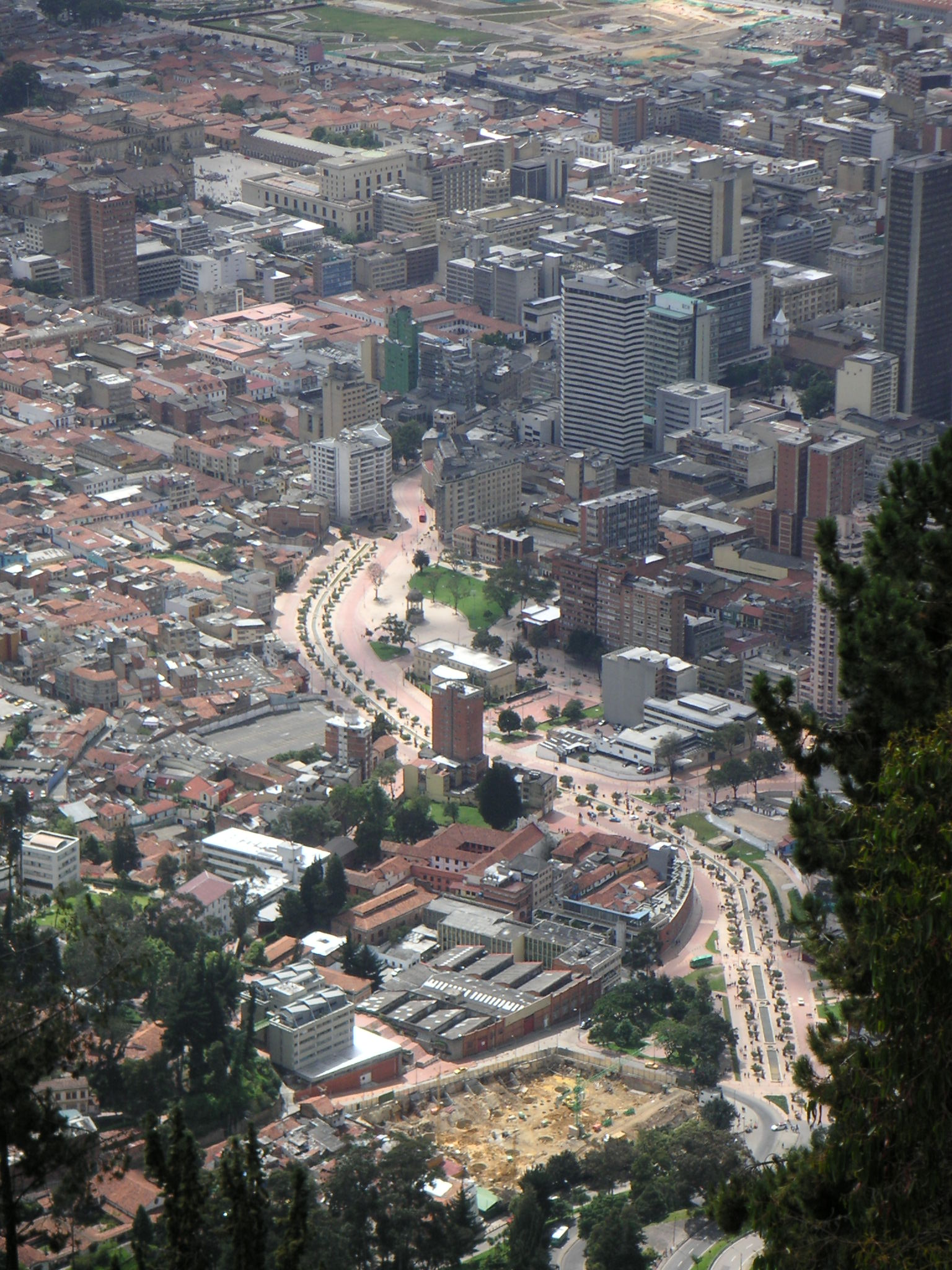
Quang cảnh khu buôn bán Bogotá từ Monserrate

## Kinh tế

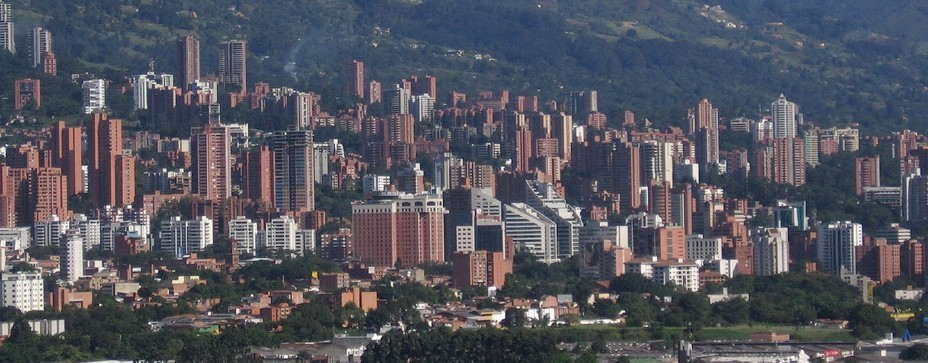
Một góc thành phố Medellín-thành phố lớn thứ hai Colombia

Torre Colpatria tòa nhà cao nhất Bogota-cao thứ 3 Nam Mỹ

### Du lịch

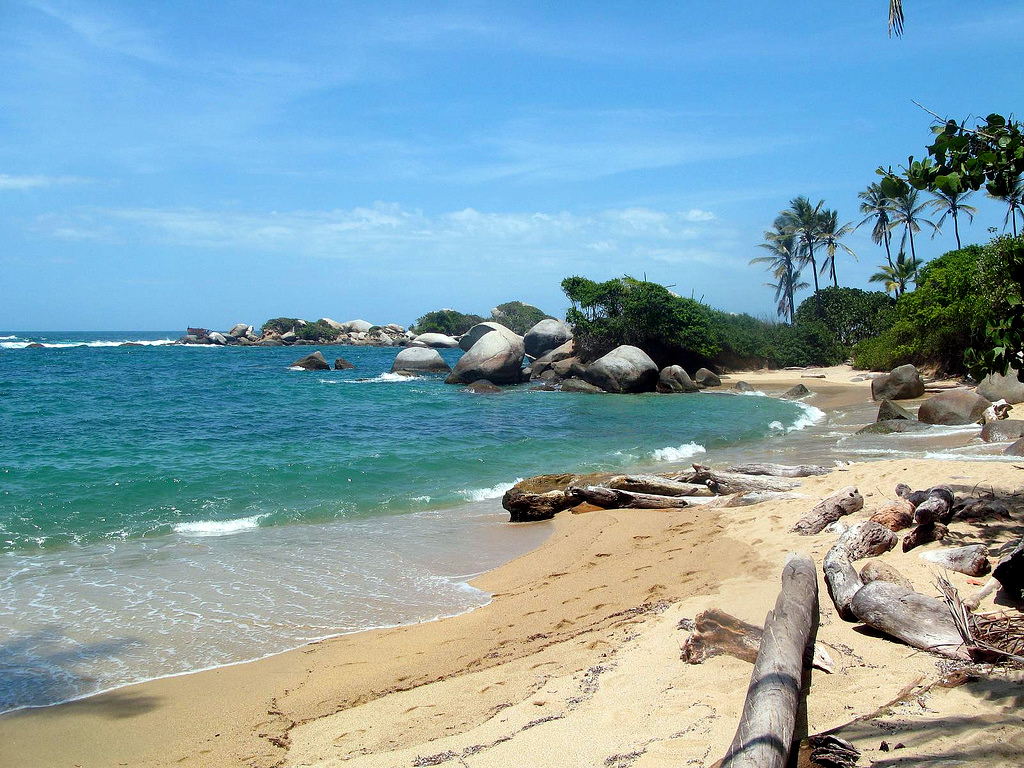
Công viên quốc gia Tayrona một trong những điểm du lịch sinh thái chính của Colombia

#### Du lịch sinh thái

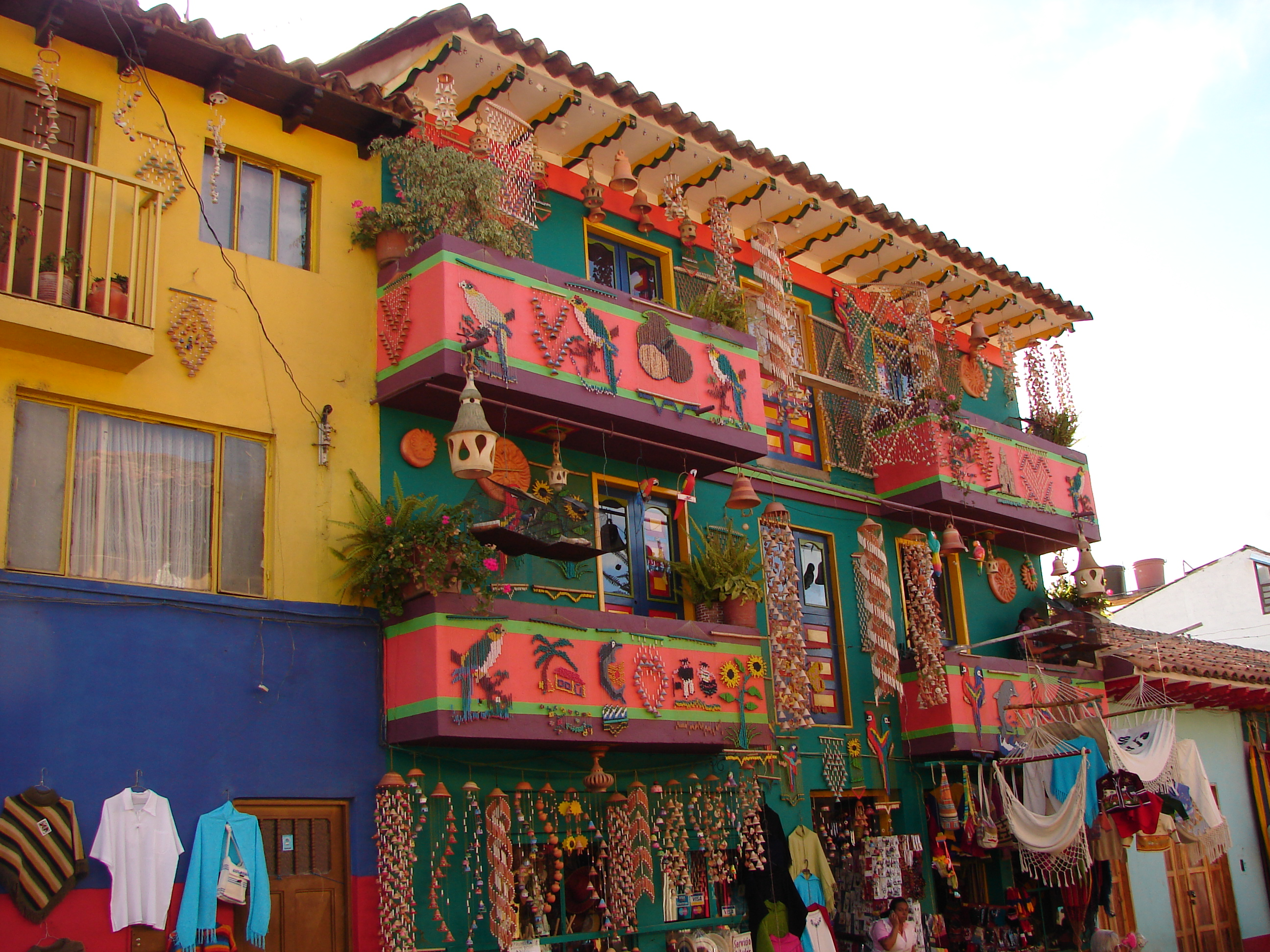
Mỹ nghệ và đồ thủ công tại thị trấn Ráquira, Khu Boyacá

## Văn hoá

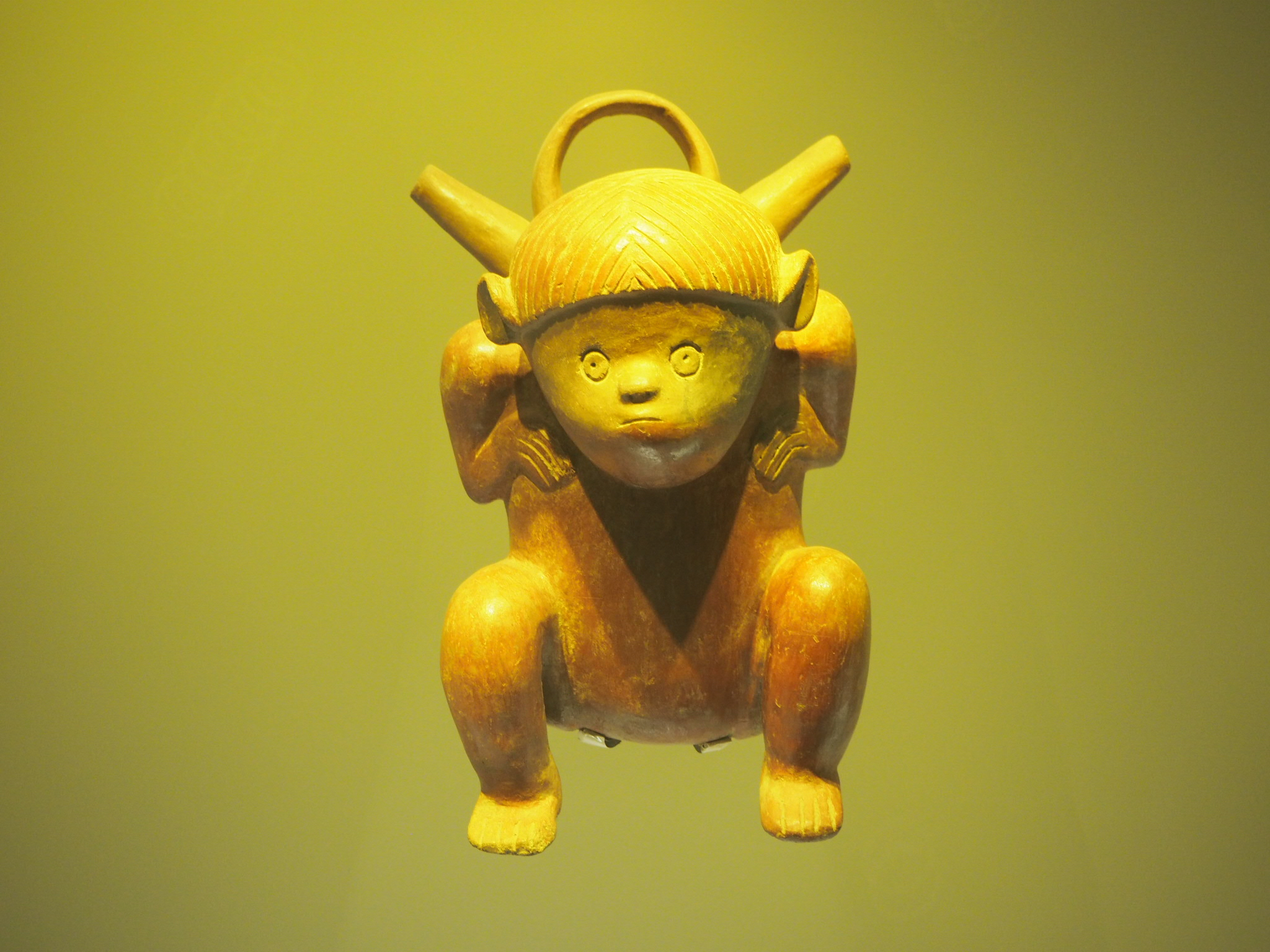
Văn hóa bản địa Colombia

## Vận tải

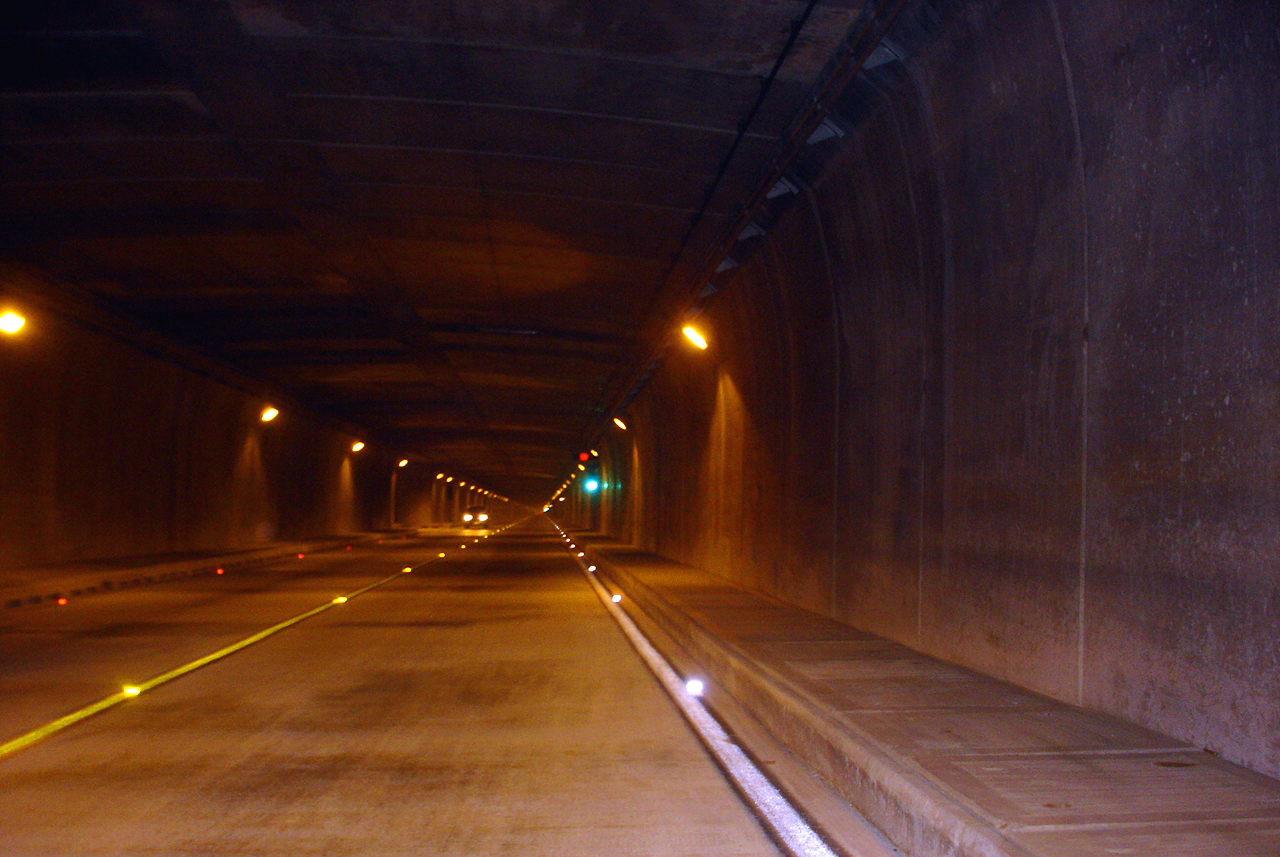
Đường hầm Occidente, Antioquia